# Ahmed El Khalej
Ahmed El Khalej (en arabe : احمد الخليج), né le 4 novembre 1997 à Lisbonne (Portugal), est un footballeur maroco-portugais jouant au poste de défenseur à l'US Touarga.

## Biographie
Ahmed El Khalej naît à Lisbonne d'un père marocain (Tahar El Khalej, ancien footballeur professionnel) et d'une mère portugaise. Il fait sa scolarité au Lycée français Charles Lepierre de Lisbonne.

### En club
Ahmed El Khalej commence le football dans sa ville natale, à Lisbonne en faisant sa formation dans l'académie du SL Benfica.
En 2020, il signe pour deux saisons avec le SU Sintrense, évoluant alors au niveau amateur au Portugal.
Le 1er juillet 2022, il s'engage en signant un contrat libre pour trois saisons à l'US Touarga, club entraîné par Tarik Sektioui. Le 2 septembre, il dispute son premier match professionnel en étant titularisé contre le DH El Jadida (défaite, 1-0). Sept jours plus tard, à domicile, il inscrit son premier but contre le Raja CA grâce à une passe décisive d'Omar Namsaoui et offre ainsi la victoire à son équipe (1-0),.

### En sélection
En 2013, il reçoit plusieurs convocations avec l'équipe du Portugal -15 ans.

### Statistiques détaillées
| Saison                | Club                  | Championnat           | Championnat | Championnat | Championnat | Coupe(s) nationale(s) | Coupe(s) nationale(s) | Coupe(s) nationale(s) | Compétition(s) continentale(s) | Compétition(s) continentale(s) | Compétition(s) continentale(s) | Compétition(s) continentale(s) | Maroc | Maroc | Maroc | Total | Total | Total |
| Saison                | Club                  | Division              | M.          | B.          | P.d.        | M.                    | B.                    | P.d.                  | Comp.                          | M.                             | B.                             | P.d.                           | M.    | B.    | P.d.  | M.    | B.    | P.d.  |
| 2022-2023             | US Touarga            | Botola Pro            | 17          | 2           | 0           | -                     | -                     | -                     | -                              | -                              | -                              | -                              | -     | -     | -     | 17    | 2     | 0     |
| 2023-2024             | US Touarga            | Botola Pro            | 13          | 0           | 0           | -                     | -                     | -                     | -                              | -                              | -                              | -                              | -     | -     | -     | 13    | 0     | 0     |
| Total sur la carrière | Total sur la carrière | Total sur la carrière | 30          | 2           | 0           | -                     | -                     | -                     | -                              | -                              | -                              | -                              | 0     | 0     | 0     | 30    | 2     | 0     |